# Microcope denticulata
Microcope denticulata är en kräftdjursart som beskrevs av Malyutina 2008. Microcope denticulata ingår i släktet Microcope och familjen Munnopsidae. Inga underarter finns listade i Catalogue of Life.